# Anisognathus lacrymosus
La tangara lacrimosa (Anisognathus lacrymosus), también denominada tangará lacrimosa (en Colombia), cachaquito de vientre dorado (en Venezuela), tangara-montana lacrimosa (en Ecuador), tangara-de-montaña lacrimosa (en Perú) o clarinero lacrimoso (en Colombia), es una especie de ave paseriforme de la familia Thraupidae, perteneciente al  género Anisognathus. Es nativa de la región andina del noroeste y oeste de Sudamérica.

## Distribución y hábitat
Se distribuye de forma disjunta a lo largo de la cordillera de los Andes y adyacencias, desde el noroeste de Venezuela (Trujillo), por Colombia, este de Ecuador, hasta el centro sur de Perú (Cuzco, donde es más rara).
Esta especie es considerada común en sus hábitats naturales: los bosques de alta montaña y sus bordes, principalmente entre 2200 y 3300 m de altitud.

## Sistemática

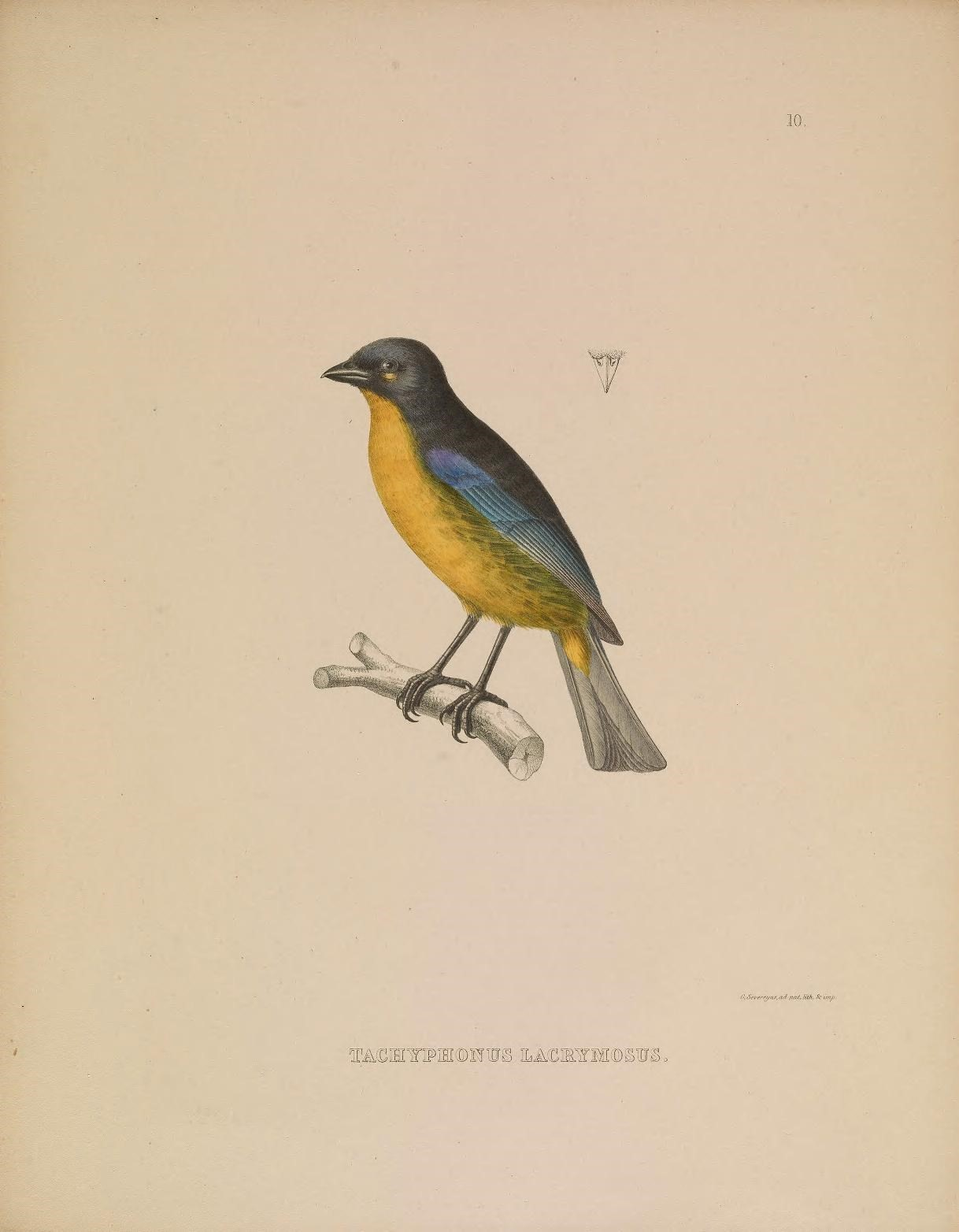
Tachyphonus lacrimosus = Anisognathus lacrymosus, ilustración en du Bus de Gisignies Esquisses ornithologiques, 1846.

### Descripción original
La especie A. lacrymosus fue descrita por primera vez por el naturalista belga Bernard du Bus de Gisignies en 1846 bajo el nombre científico Tachyphonus lacrymosus; su localidad tipo es: «Maraynioc, Perú».

### Etimología
El nombre genérico masculino «Anisognathus» se compone de las palabras griegas «anisos»: desigual, y «gnathos»: mandíbula inferior; y el nombre de la especie «lacrymosus» proviene del latín y significa lagrimoso, con lágrimas, en referencia a la mancha amarilla debajo de los ojos.

### Taxonomía
Los amplios estudios filogenéticos recientes de Burns et al. (2014) demuestran que la presente especie es hermana de Anisognathus igniventris , y el par formado por ambas es hermano de Anisognathus melanogenys.

### Subespecies
Según las clasificaciones del Congreso Ornitológico Internacional (IOC) y Clements Checklist/eBird v.2019 se reconocen nueve subespecies, con su correspondiente distribución geográfica:
- Anisognathus lacrymosus pallididorsalis Phelps, Sr & Phelps, Jr, 1952 – Serranía del Perijá (frontera entre Colombia y Venezuela).
- Anisognathus lacrymosus melanops (Berlepsch), 1893 – Andes del oeste de Venezuela (Trujillo, Mérida y Táchira)
- Anisognathus lacrymosus yariguierum Donegan & Huertas, 2010 – norte de Colombia (Serranía de los Yariguíes, Santander)
- Anisognathus lacrymosus intensus Meyer de Schauensee, 1951 –  pendiente oriental de los Andes occidentales del suroeste de Colombia (Valle y Cauca).
- Anisognathus lacrymosus tamae (Phelps, Sr & Gilliard), 1941 – montañas del centro norte de Colombia y suroeste de Venezuela.
- Anisognathus lacrymosus olivaceiceps (Berlepsch), 1912 – parte norte de los Andes centrales y occidentales de Colombia (al sur hasta Quindío).
- Anisognathus lacrymosus palpebrosus (Lafresnaye), 1847 – Andes del suroeste de Colombia (Nariño) y este de Ecuador.
- Anisognathus lacrymosus caerulescens (Taczanowski & Berlepsch), 1885 – montañas del sur de Ecuador (Loja) hasta el norte de Perú (Cajamarca, Amazonas)
- Anisognathus lacrymosus lacrymosus (Du Bus de Gisignies), 1846 – Andes del centro de Perú (La Libertad hasta Junín y norte de Cuzco).